# Wim Suurbier
Wilhelmus Lourens Johannes „Wim“ Suurbier (* 16. Januar 1945 in Eindhoven; † 12. Juli 2020 in Amsterdam) war ein niederländischer Fußballspieler.

## Karriere

### Verein
Suurbier war bereits in den Jugendmannschaften von Ajax Amsterdam, ehe er 1964/65 in den Profikader des Vereins rutschte. Für Ajax war der Verteidiger in den nächsten dreizehn Jahren aktiv und konnte viele nationale wie auch internationale Titel gewinnen. Seinen ersten Erfolg hatte Suurbier im zweiten Profijahr, mit dem Gewinn der Eredivisie. Diesen Titel konnte er mit seiner Mannschaft zwei Mal verteidigen. Durch Erfolge im KNVB-Pokal 1967 und 1970 wurde in diesen Jahren das nationale Double gewonnen. Seine erfolgreichste Zeit mit dem Amsterdamer Traditionsverein sollte jedoch zwischen 1970 und 1973 werden. Wieder wurde das Team dreimal Liga-Champion (1970, 1972, 1973) und dreifacher Pokalsieger (1971–1973). Außerdem wurde erstmals der Europapokal der Landesmeister gewonnen. Dieser Erfolg wurde 1972 und 1973 verteidigt. Mit den Triumphen im UEFA Super Cup und Weltpokal wurde 1972 das internationale Triple gewonnen. In allen Endspielen um den Europapokal, der späteren UEFA Champions League, stand Suurbier auf dem Platz und absolvierte jeweils die vollen 90 Minuten.
Nach dieser Zeit wechselte der Defensivspieler in die deutsche Bundesliga zum FC Schalke 04. Dort kam er allerdings erst am 13. Spieltag der Saison 1977/78 im Spiel gegen den Hamburger SV zum ersten Einsatz für die „Königsblauen“. Nach nur einem Jahr kam es zum erneuten Transfer und Suurbier stellte sich in die Dienste des FC Metz. Doch auch dort hielt es ihn nur eine Spielzeit, ehe er in die USA zu den Los Angeles Aztecs wechselte. 1980 kehrte er kurzzeitig in die Niederlande zurück und spielte ein halbes Jahr für Sparta Rotterdam. Nach Ende dieses Leihgeschäfts ging der Verteidiger wieder nach Los Angeles. Im Jahr darauf vertrat Suurbier die Farben der Golden Bay Earthquakes. Nach einer kurzen Pause spielte der Niederländer 1983/84 bei der Seiko Sports Association in Hongkong seine letzte Profisaison.

### Nationalmannschaft
Für die niederländische Nationalmannschaft erzielte er in 60 Spielen 3 Tore. Suurbier war in den 1970er Jahren lange Zeit Stammspieler der niederländischen Nationalmannschaft. Er nahm an der Weltmeisterschaft 1974 in Deutschland teil und wirkte bei diesem Turnier in allen Spielen der Niederlande mit. Im Finale unterlag er Deutschland mit 1:2. Bei der Europameisterschaft 1976 erreichte er das Halbfinale, wo die Niederlande gegen die Tschechoslowakei unterlagen. Bei der Weltmeisterschaft 1978 in Argentinien erreichte er erneut das Finale. Die Niederlande unterlagen jedoch im Endspiel gegen Gastgeber Argentinien mit 1:3. Suurbier war in diesem Turnier kein Stammspieler mehr.

## Krankheit und Tod
Suurbier erlitt im Juni 2020 einen Schlaganfall. Seither lag er in einem Krankenhaus in Amsterdam auf der Intensivstation. Er starb am 12. Juli 2020 im Alter von 75 Jahren.

## Erfolge

### Verein
- Niederländischer Meister mit Ajax Amsterdam: 1966, 1967, 1968, 1970, 1972, 1973, 1977
- KNVB-Pokal mit Ajax Amsterdam: 1967, 1970, 1971, 1972
- Europapokal der Landesmeister mit Ajax Amsterdam: 1971, 1972, 1973
- UEFA Super Cup mit Ajax Amsterdam: 1972
- Weltpokal mit Ajax Amsterdam: 1972

### Nationalmannschaft
- Vizeweltmeister: 1974, 1978
- 3. Platz bei der Europameisterschaft: 1976